# Ginásio Clube Figueirense
Ginásio Clube Figueirense ist ein Sportverein in der portugiesischen Küstenstadt Figueira da Foz, der besonders im Basketball- und Ruder-Sport des Landes bekannt ist. Die erste Basketballmannschaft tritt seit 2012 in der zweiten Liga des Landes an, der ProLiga, wo sie zurzeit unter dem Namen Casino Ginásio geführt wird, nach ihrem Hauptsponsor Casino Figueira.

## Gründung

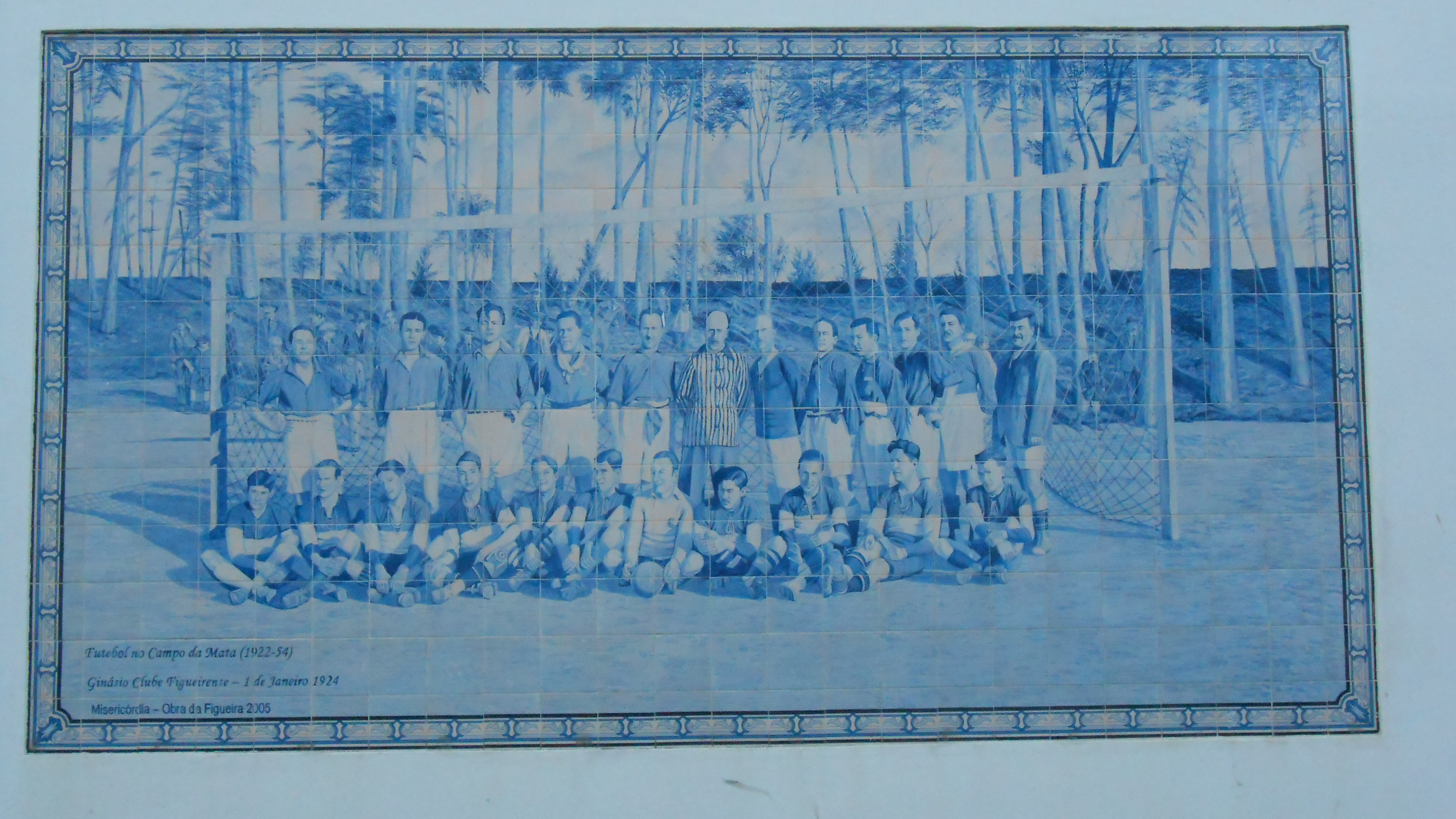
Azulejo-Wandbild der Fußballmannschaft des Ginásio Clube von 1924

Der Verein gründete sich am 1. Januar 1895, als Club Gymnastico Velocipédico Figueirense, mit Sitz in der Hausnummer 35 der Rua Tenente Valadim, der heutigen Rua dos Combatentes da Grande Guerra. Zu ihren Gründern gehörte Radrennfahrer José Bento Pessoa. Die ersten gegründeten Sektionen waren Fechten, Turnen, und Fußball. Im Laufe seiner Geschichte kamen immer neue Sportarten dazu oder wurden ganz oder zeitweise aufgegeben. Auch der Vereinssitz veränderte sich, mit Zwischenstopp u. a. in der Casa do Paço, bis zum umfangreichen Neubau des heutigen Vereinssitzes 1992.

## Sportarten
Seine Basketball-Mannschaft Casino Ginásio, benannt nach dem Hauptsponsor Casino Figueira, gehört zu den etablierten Mannschaften des Landes, und gewann in der Saison 1976/77 gleichsam Meisterschaft und Pokal. Die Saison 2011/2012 beendete der Verein jedoch als Tabellenletzter der ersten portugiesischen Basketball-Liga, wo das Budget des Ginásio Clubes traditionell zu den kleinsten der Liga zählt. Seither spielt der Klub in der zweiten Liga, der ProLiga.
Erfolgreich ist auch die Ruderriege des Vereins, deren Achter 2004 erstmals die Landesmeisterschaft gewann. Die Ruder-Sektion gilt als bedeutender Faktor im Rudersport des Landes und pflegt einen regen sportlichen Austausch, sowohl als Ausrichter, als auch als Teilnehmer von Ruderregatten, auch international.
Im Gewichtheben und Kickboxen konnten Athleten des Vereins auch international Titel erringen, etwa der Weltmeister im Gewichtheben 2004, Pedro Carvalho, oder João Freitas, der 1986 in Frankreich Vize-Weltmeister im Kickboxen wurde.
Zu den weiteren Sportarten, die heute im Verein betrieben werden, gehören u. a.:
- Schwimmsport
- Boxen
- Orientierungslauf
- Tischtennis
- Triathlon
- Volleyball

## Vereinsdaten
Das Vereinsgebäude liegt in direkter Nachbarschaft zum Stadion Estádio Municipal José Bento Pessoa, dem Heimstadion der Profi-Fußballmannschaft des anderen bedeutenden Vereins der Stadt, Naval 1º de Maio. Der Ginásio Clube Figueirense unterhält dort, neben umfangreichen Sportstätten, auch eine Bibliothek und ein Vereinsmuseum, dazu eigene, öffentlich zugängliche Gastronomie. Des Weiteren verfügt der Verein über ein eigenes Hallenbad, und über ein Trainings- und Ruderzentrum am Mondego, in der Gemeinde Vila Verde, mit Blick auf die Ponte Edgar Cardoso Richtung Ozean.
Im Verein waren 2010, in den elf angebotenen Sportarten des Vereins, insgesamt 1.457 Sportler aktiv, und er hatte 3.048 eingeschriebene Mitglieder.
Der Vereinsetat von 614.000 Euro (2010) setzt sich zu 35 % aus Sponsorengeldern und zu 65 % aus eigenen Einnahmen zusammen, darunter u. a. Mitgliedsbeiträge, Kursgebühren, Eintrittskarten, Gastronomie und Merchandising. Der Verein ist als Instituição de Utilidade Pública und damit als gemeinnütziger Verein anerkannt.
Der Verein gilt in der Region als vorbildlich organisiert, solide finanziert und vielseitig engagiert. 1998 wurde der Ginásio Clube Figueirense vom staatlichen Jugend- und Sport-Institut als bester Verein des Distriktes Coimbra ausgezeichnet.

## Sportstätten-Galerie

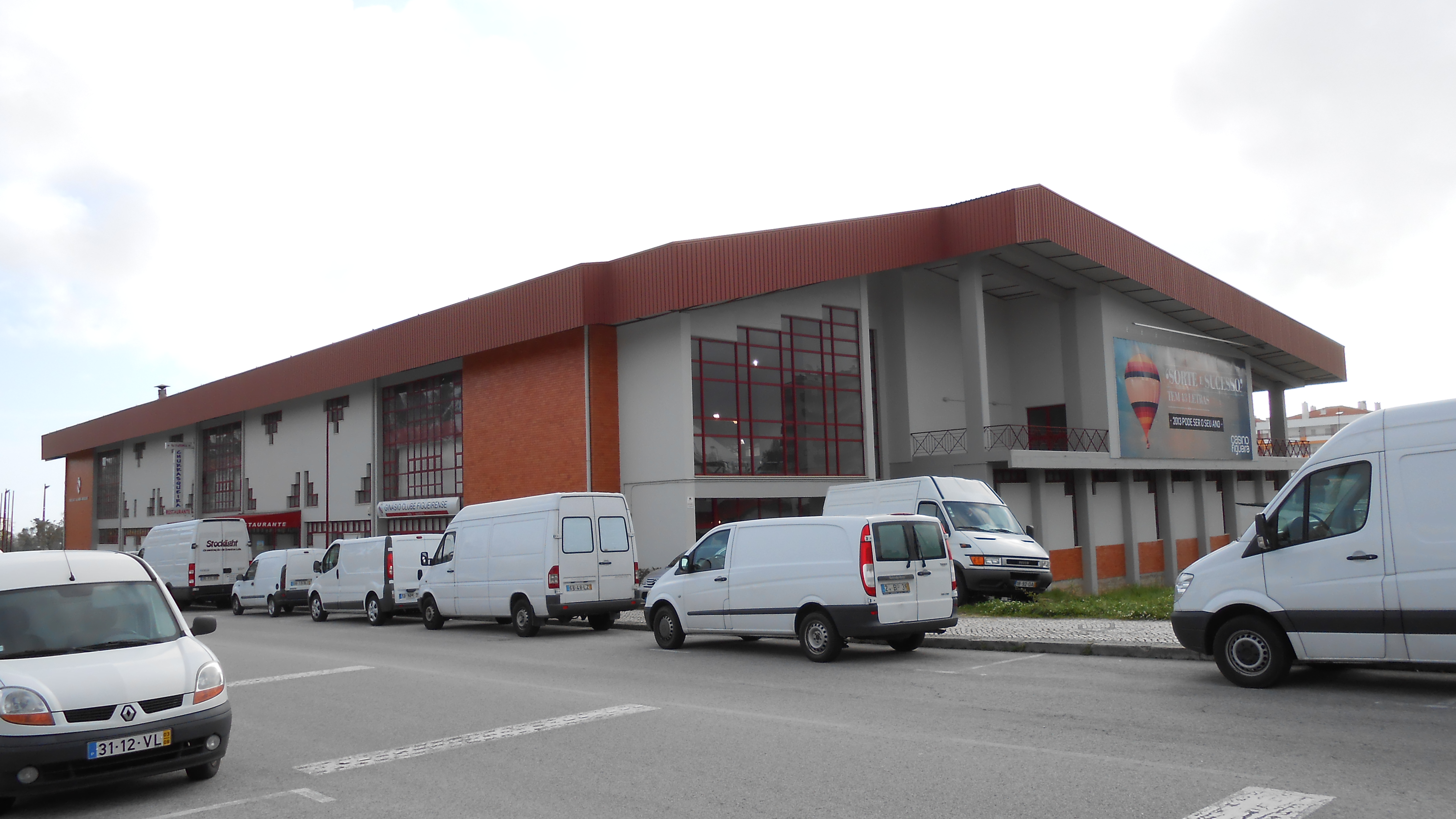
Der Sportkomplex (Pavilhão) mit Hauptsitz des Vereins
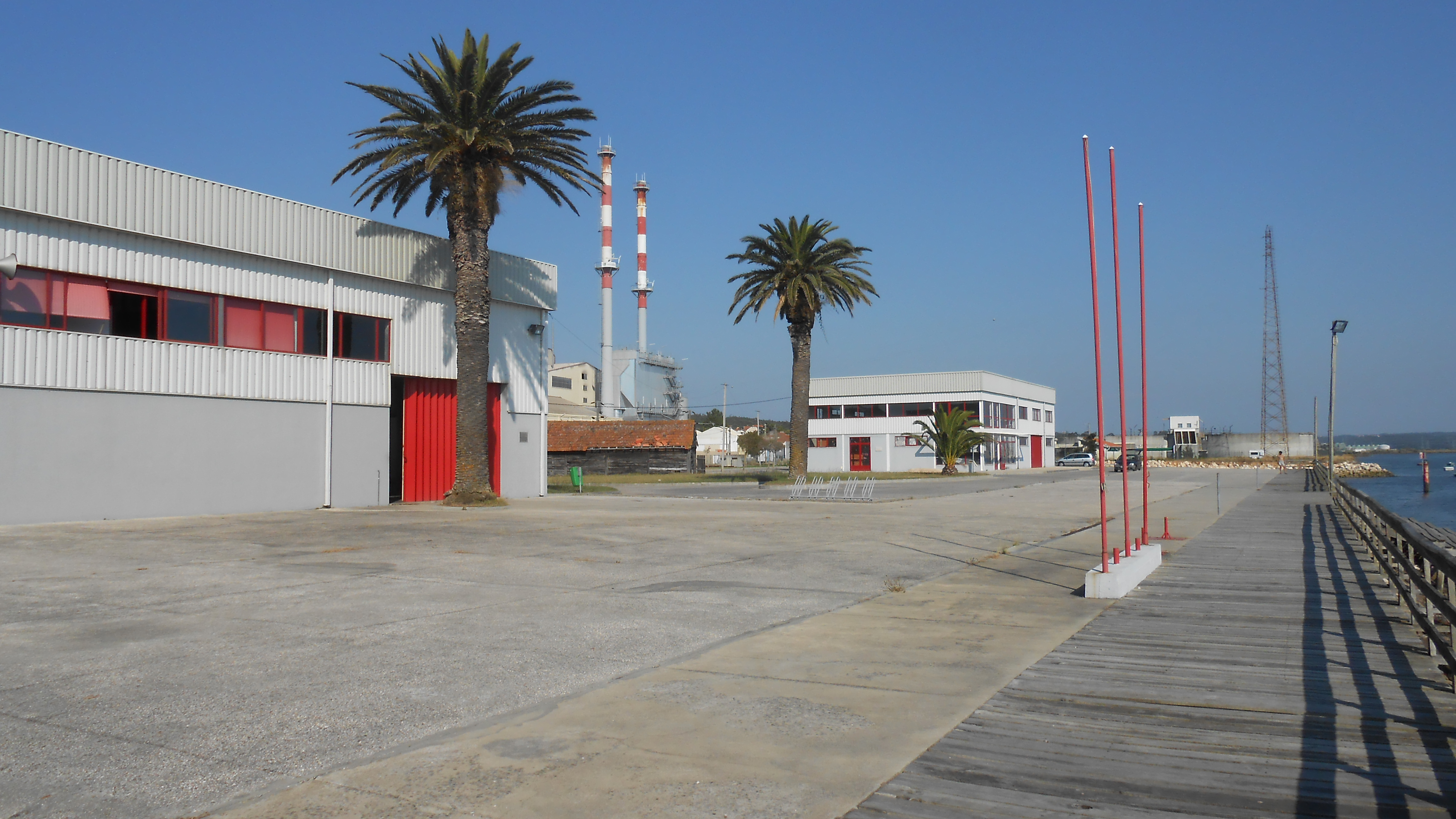
Das Ruderzentrum am Mondego in Fontela, Figueira da Foz
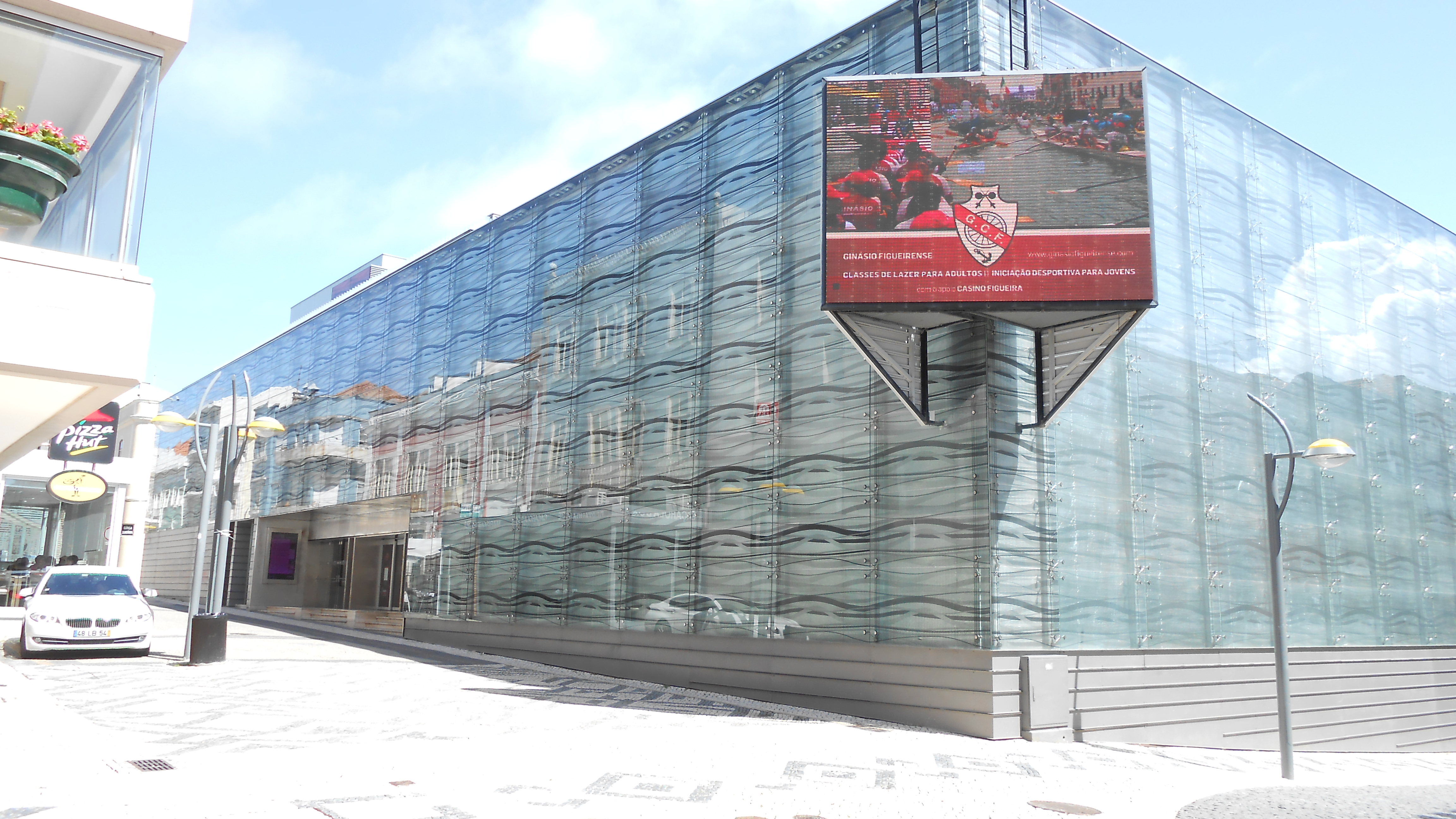
LED-Werbung des Ginásio Clube am Casino Figueira
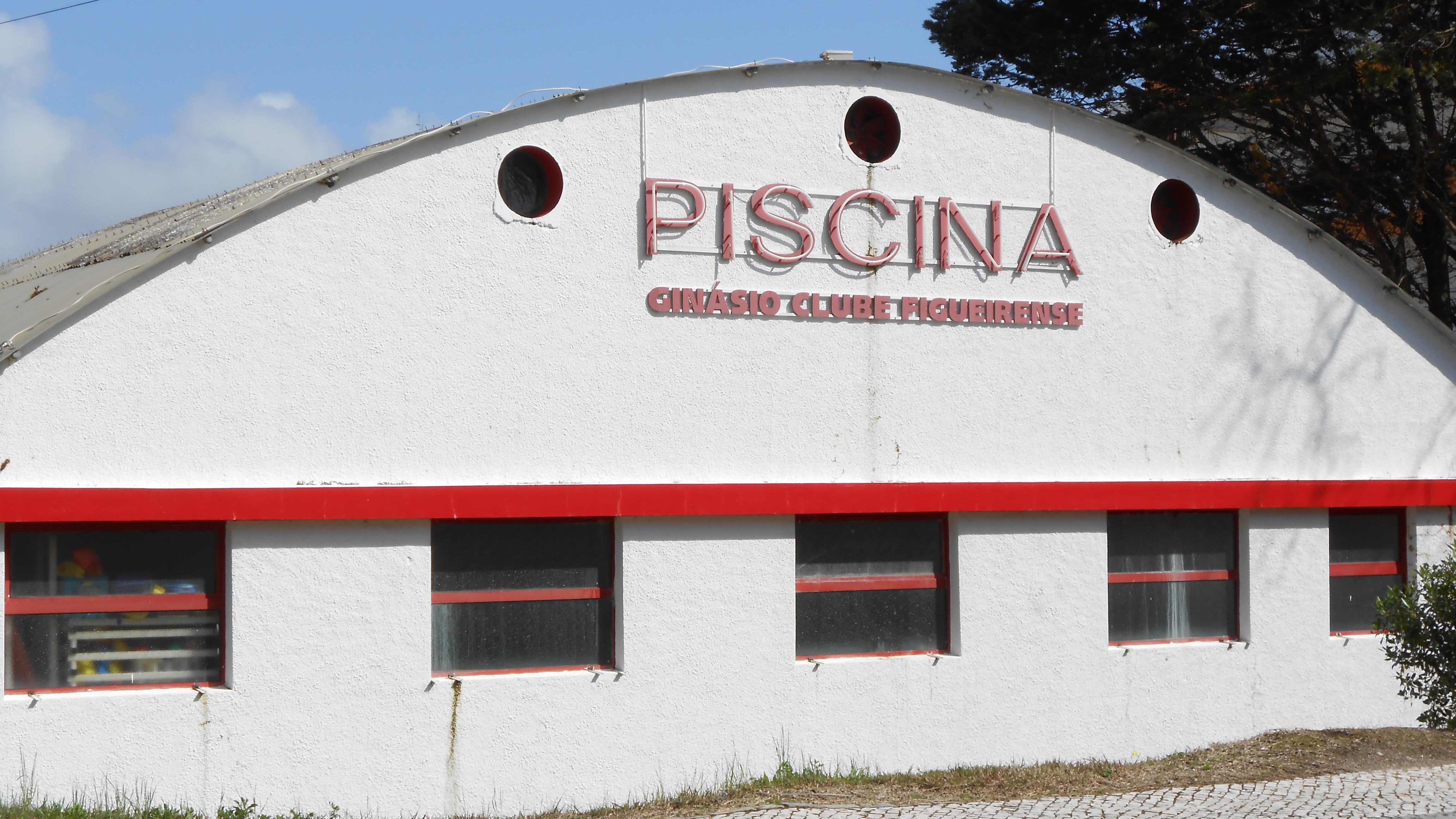
Rückseite der Schwimmhalle des Vereins